# Кенгуру Беннетта
Кенгуру Беннетта (лат. Dendrolagus bennettianus) — сумчатое млекопитающее семейства кенгуровых. Видовое название дано в честь австралийского натуралиста Джорджа Беннетта (1804—1893).
Самцы могут весить от 11,5 кг до почти 14 кг, в то время как самки от 8 до 10,6 кг. Они очень проворны и способны прыгнуть на 9 метров вниз на другую ветку и, как известно, приземлиться с высоты 18 метров на землю без травм.
Этот вид является эндемиком Австралии, где живёт на полуострове Кейп-Йорк в Квинсленде. Населяет закрытый влажный тропический лес, в том числе тропический лес с вьющимися растениями и галерейный лес на высоте от 0 до 1400 метров над уровнем моря. В первую очередь ведёт ночной образ жизни. Цвет меха серовато-коричневый. Естественные хищники — динго и змеи.